# 李靈夔
李灵夔（625年—688年），唐高祖李淵第十九子，母宇文昭儀。
生年不详，从其异母兄弟李凤和李元祥生年推断，当生于622年至626年间。李灵夔自幼好学問，善草書、隸書，通音律，有美誉。和同母兄韓王李元嘉十分友爱。631年，封魏王。636年，改封燕王，受实封八百户，任幽州都督。640年，徙封魯王，转任兗州都督。649年，加增实封千户。655年，转任隆州刺史。历任絳州、滑州、定州刺史，太子太師。685年，转任邢州。688年，越王李貞起兵反对武则天，事泄，李灵夔被捕。李灵夔被流放振州，賜死。
武則天改李靈夔、李藹為虺氏，直至唐中宗復辟稱帝的神龍初年，李灵夔父子恢复生前爵位，並還復李姓。

## 后代
- 李詵，清河郡王，早逝
- 李藹，范阳郡王，察知越王李貞必将失敗，告发李貞的陰謀而免死，任右散騎常侍，但后来还是被酷吏殺害
  - 李道坚，嗣鲁王
    - 李颖，南安郡王，出继密王李元晓
    - 李重
    - 李宇，邹王、宋州刺史、太仆卿，赠太子少保
      - 李子萃，嗣邹王、集王府长史，赠湖州刺史
        - 李𠗦
        - 李况
        - 李淮
        - 李冽
        - 李咨

    - 李氏，嫁谯郡城父县尉卢复。

  - 李道钦，蔡国公
  - 李道邃，戴国公

## 传記資料
- 《旧唐書》卷六十四 列传第十四 魯王灵夔传
- 《新唐書》卷七十九 列传第四 魯王灵夔传